# 2322 Kitt Peak
2322 Kitt Peak (1954 UQ2) là một tiểu hành tinh vành đai chính được phát hiện ngày 28 tháng 10 năm 1954 bởi Chương trình tiểu hành tinh Indiana ở Đài thiên văn Goethe Link.